# Walter Kiessling
Walter Jacob Kiessling, född 2 juni 1923 i Lundby församling, Göteborgs och Bohus län, död 20 mars 2007 i Göteborg, var en svensk arkitekt. 
Kiessling, som var son till docent Fritz Kiessling och Adela Schuback, avlade studentexamen 1942 och utexaminerades från Chalmers tekniska högskola 1948. Han anställdes på länsarkitektkontoret i Örebro 1949, hos Lennart Tham i Stockholm 1951, hos Lars-Erik Lallerstedt i Stockholm 1952, hos Sven Brolid och Jan Wallinder 1953 och bedrev egen arkitektverksamhet (tillsammans med arkitekt Stig Hanson) i Göteborg från 1957. Han blev laborator i husbyggnad vid Chalmers tekniska högskola 1963 och professor i nämnda ämne där 1979. 
Kiessling ritade många bostadsområden åt Göteborgs stads bostadsaktiebolag, bland annat i Kortedala, Järnbrott, Fjällbo, Brunnsbo, Bergsjön och Sandeslätt i Hammarkullen. Tillsammans med Sven Brolid och Stig Hanson ritade Walter Kiessling Brunnsbotorget. Han var även med i skapandet av Rymdtorget.